# Eris
Eris (także Eryda; gr. Ἔρις Eris, łac. Discordia) – w mitologii greckiej uskrzydlona bogini niezgody, chaosu i nieporządku; córka Nyks (Nocy). Według innej wersji córka Zeusa i Hery, bliźniacza siostra Aresa. Utożsamiana z rzymską boginią Dyskordią. Matka Ate i Dysnomii.
Posiadająca dwie manifestacje: groźną i łagodną: Niezgoda destrukcyjna, wywołująca wojny i Niezgoda twórcza, będąca duchem współzawodnictwa, pobudzająca do pilnego działania. Sprawiała, iż cieśla zazdrościł cieśli, iż każdy artysta zazdrościł innemu, a jednocześnie kochał własną pracę. Przedstawiana była jako uskrzydlona postać kobiety podobnie jak Irys.
Przybyła nieproszona na wesele Peleusa i Tetydy i rzucając między boginie jabłko z napisem „Dla Najpiękniejszej” sprowokowała pośrednio wojnę trojańską, ponieważ wywołało to spór między Herą, Ateną i Afrodytą, rozsądzony przez Parysa który wybrał Afrodytę.
Współcześnie do kultu Eris nawiązują dyskordianizm, Kościół SubGeniuszu i magia chaosu.
Jest matką licznych pojęć abstrakcyjnych związanych w szczególności z okrucieństwem i śmiercią:
- Ponos (Trud),
- Limos (Głód),
- Algos (Ból),
- Fonos (Morderstwo),
- Lete (Zapomnienie),
- Horkos (Przysięga)
- Mache (Walka),
- Hysminai (Bitwa),
- Androktasiai (Zabójstwo)
- Neikea (Kłótnia)
- Pseudologoi (Kłamstwo)
- Amfilogiai (Spór)
- Dysnomia (Bezprawie, Anarchia)
- Ate (Ślepa głupota, Iluzja)